# Шахдаринський хребет
Шахдари́нський хребе́т — гірський хребет в Таджикистані. Відноситься до гірської системи Паміру.
Простягається із північного сходу на південний захід, між долинами річок Шахдара на півночі та Памір і П'яндж на півдні. На північному сході з'єднується з Південно-Алічурським хребтом, на південному заході — з Ішкашимським хребтом. Найвища точка — пік Карла Маркса (6723 м). Вкритий льодовиками.
| Таджикистан | Це незавершена стаття з географії Таджикистану. Ви можете допомогти проєкту, виправивши або дописавши її. |